# Megalastrum grande
Megalastrum grande är en träjonväxtart som först beskrevs av Karel Presl, och fick sitt nu gällande namn av Alan Reid Smith och R. C. Moran. Megalastrum grande ingår i släktet Megalastrum och familjen Dryopteridaceae. Inga underarter finns listade.